# Truro, Iowa
Truro är en ort i Madison County i delstaten Iowa, USA.